# Final Cut – Die letzte Vorstellung

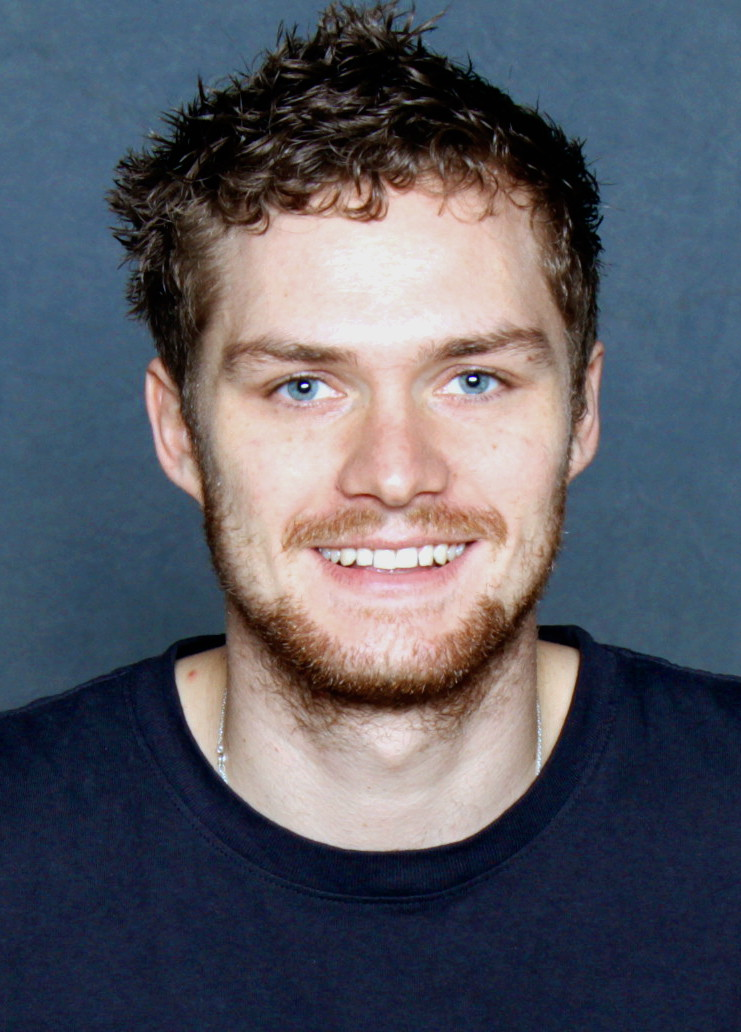
Finn Jones spielt Martin (Foto von 2017)

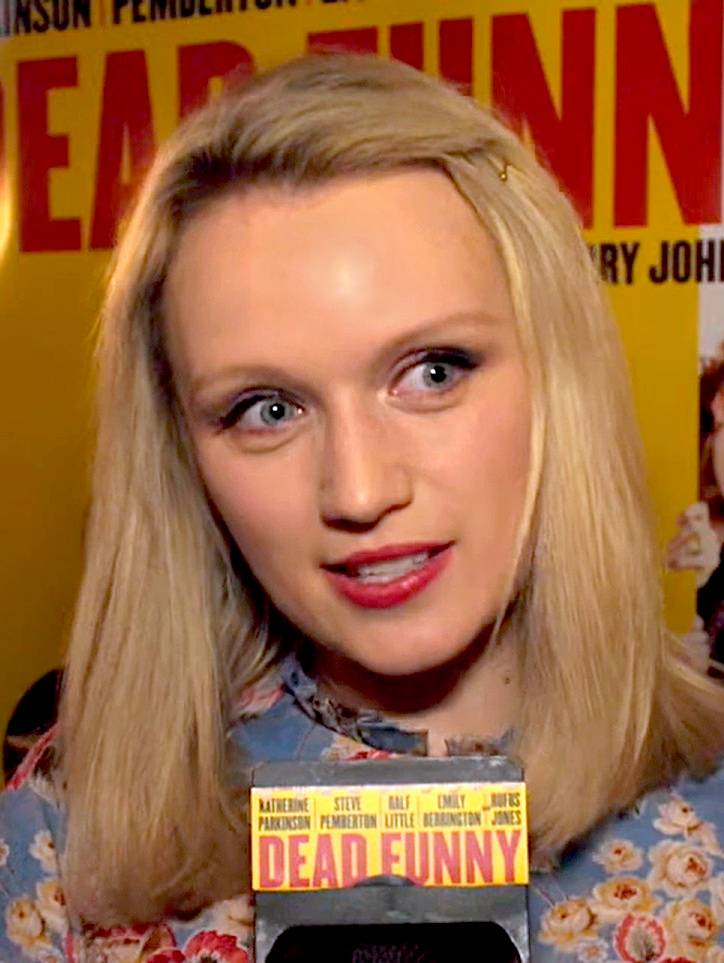
Emily Berrington spielt Allie (Foto von 2016)

Final Cut – Die letzte Vorstellung (Originaltitel: The Last Showing) ist ein britischer Horrorfilm von Phil Hawkins aus dem Jahr 2014. Der Film hatte seine Premiere am 22. August 2014 beim Film4 FrightFest.

## Handlung
Stuart arbeitet in einem Multiplexkino, doch der einst stolze Filmvorführer hadert mittlerweile mit seinem Job. Seine früheren Fähigkeiten darf er kaum noch einbringen, oft wird er von seinem deutlich jüngeren Vorgesetzten Clive herumkommandiert und für Reinigungs- oder Verkaufstätigkeiten eingeteilt. Viele junge Kinogäste sind Stuarts Meinung nach respektlos und hätten keine Manieren mehr. Wenn er kann, zieht sich Stuart in den Technikraum zurück, in dem er die Überwachungskameras kontrolliert.
Als er an einem Abend das junge Paar Allie und Martin über die Kameras sieht, welches sich als die einzigen Gäste einen Film in der Spätvorstellung ansehen möchte, ist dies die Möglichkeit für Stuart, Rache dafür zu nehmen, wie man ihn behandelt. Allie wird übel, nachdem ihr Stuart etwas in ihr Getränk getan hatte, sodass sie benommen die Toilette aufsucht. Als Martin jetzt allein im Kinosaal ist, projiziert Stuart Aufnahmen der Überwachungskameras auf die Leinwand, die zunächst Allie und Martin zeigen und dann schließlich die gefesselte Allie. Stuart gibt Martin Anweisungen und lässt ihm eine Pistole zukommen, die er überlegt einsetzten solle.
Mittlerweile hat Stuart auch Clive überwältigt, stranguliert ihn fast zu Tode und lässt ihn dann wieder laufen. In der Lobby treffen Martin und Clive aufeinander. Da Stuart es so erscheinen lässt, als sei Clive der Entführer, kommt es zu einem Kampf zwischen den beiden, an dessen Ende Martin seinen Kontrahenten erschießt. Stuart meldet sich wieder bei ihm und sagt, dass Martin einen unschuldigen Familienvater erschossen habe und er die Beweise jetzt auf Film hätte. Stuart würde jetzt seinen eigenen Film drehen, mit allem was die jugendlichen Zuschauer so mögen. Stuart arrangiert dann, dass Martin die bewusstlose Allie befreien kann. Da Martin sich aufgrund der Situation komisch verhält und Allies Bluse verkehrt zugeknöpft wurde, sieht es für Allie so aus, als habe Martin ihr etwas eingeflößt, um sich an der wehrlosen Frau zu vergehen. Jetzt springt Stuart Allie zur Seite, schlägt Martin nieder und spielt vor Allie den großen Retter. Er zeigt Allie das Video, wie Martin Clive erschießt, woraufhin Allie die Polizei ruft.
Nachdem Martin wieder bei Bewusstsein ist, versucht er Allie zu befreien und Stuart das Handwerk zu legen. Als die drei auf dem Dach sind und die gerufene Polizei dazukommt, wird Martin von der Polizei erschossen, als er mit der Pistole auf Stuart schießen möchte, nachdem keiner seinen Worten glaubt. Stuart sieht danach wie der Retter der jungen Frau aus. Aufgrund einiger Auffälligkeiten am Ort des Geschehens und der letzten Worte von Martin, hat ein Polizist seine Zweifel an der Sache. In der letzten Szene sieht der Zuschauer jedoch, dass auch dies nur ein Spiel von Stuart mit dem Polizisten ist.

## Synchronisation
Die deutsche Synchronisation übernahm die Reinhold Kospach - Synchron in Berlin. Das Dialogbuch schrieb Reinhold Kospach, der auch die Dialogregie übernahm.
| Rolle   | Darsteller       | Synchronsprecher  |
| ------- | ---------------- | ----------------- |
| Stuart  | Robert Englund   | Hans Hohlbein     |
| Allie   | Emily Berrington | Anita Hopt        |
| Collins | Keith Allen      | Klaus Lochthove   |
| Martin  | Finn Jones       | Jeffrey Wipprecht |

## Rezeption
Das Lexikon des internationalen Films bewertet den Film mit 2,5 von 5 Sternen und schreibt: „Der filmgeschichtlich versierte Thriller entfaltet ein raffiniertes Spiel mit Zitaten, Verweisen und Film-im-Film-Momenten. Gegen Ende wendet sich der Psychoterror zum Thriller, der an Wirkung einbüßt.“
Die Redaktion der Cinema vergibt für den Film nur 1 von 5 Punkten und bezeichnet ihn als „Möchtegern-Meta-[H]orror ohne viel Grips“. Englund spiele seine Rolle nett verschmitzt, Finn Jones hingegen wirke „unerträglich fatzkenhaft und albern“. Der Film hätte alberne Dialoge und würde auch Logikfehler aufweisen, wie beispielsweise die Tatsache, dass zur Spätvorstellung in dem gesamten Multiplexkino lediglich vier Personen anwesend seien.
Die Redaktion der TV Today bezeichnet den Film als einen „Möchtegern-Meta-[H]orror ohne viel Grips“.